# Federico Errázuriz Zañartu
Federico Errázuriz Zañartu, né le 25 avril 1825 à Santiago et mort le 20 juillet 1877 dans la même ville, est un homme d'État chilien, président du Chili du 18 septembre 1871 au 18 septembre 1876.

## Biographie
C'est le père de María Errázuriz (1861-1922), qui sera l'épouse du président Germán Riesco Errázuriz.